# الان بهتری
«الان بهتری» (انگلیسی: Better Now) ترانه‌ای از رپر و خواننده آمریکایی پست مالون از دومین آلبوم استودیویی‌اش بیربانگز اند بنتلیز (۲۰۱۸) است. این ترانه توسط پست مالون، لوئیس بل، فرانک دوکس و بیلی والش نوشته شده و توسط فرانک دوکس و لوئیس بل تهیه شده‌است. این ترانه در ۵ ژوئن ۲۰۱۸ به عنوان پنجمین و آخرین تک‌آهنگ آلبوم به رادیوهای ایالات متحده فرستاده شد. این ترانه در ده‌تای برتر جدول‌های فروش ایالات متحده، پادشاهی متحده، استرالیا، ایرلند و نیوزیلند قرار گرفت. «الان بهتری» نامزد دریافت جایزه بهترین اجرای پاپ تک‌نفره در شصت و یکمین مراسم جایزه گرمی شد.